# Balmacara
Balmacara är en by i Highland i Skottland. Byn är belägen 7 km 
från Plockton. Orten har 325 invånare (2011).